# Stazione di Sheffield
La stazione di Sheffield (in inglese Sheffield railway station) è la principale stazione ferroviaria di Sheffield, in Inghilterra.